# Ivan Kablukov
Ivan Alexejevič Kablukov (rusky: Ива́н Алексе́евич Каблуко́в, 21. srpna 1857, Moskva – 5. května 1942, Taškent) byl ruský a sovětský fyzikální chemik. Byl profesorem na Moskevské státní univerzitě (nyní Lomonosovova univerzita) a Petrovské zemědělské akademii. Navrhl teorii solvatace iontů a položil základy pro sjednocení fyzikální a chemické teorie roztoků.
Kablukov byl velmi dobrý pedagog, popularizátor vědy a zakladatel školy fyzikálních chemiků v Rusku. Publikoval vlivné učebnice organické a fyzikální chemie. Je také autorem řady prací o historii chemie. Jeho vědecký odkaz zahrnuje více než 300 děl.
Za svou vědeckou a pedagogickou práci obdržel titul Hrdina práce a byl také členem mnoha vědeckých organizací. Například korespondent Akademie věd Sovětského svazu (1928); čestný člen Akademie věd Sovětského svazu (1932); čestný člen Společnosti vyznavačů přírodních věd, antropologie a etnografie (od roku 1921); člen Ruské fyzikální a chemické společnosti, Společnosti pro aklimatizaci živočichů a rostlin (od roku 1898), Všesvazové chemické společnosti pojmenované po Dmitriji Mendělejevovi (od roku1934). Čestný profesor Moskevské univerzity (od roku 1910).

## Vzdělání

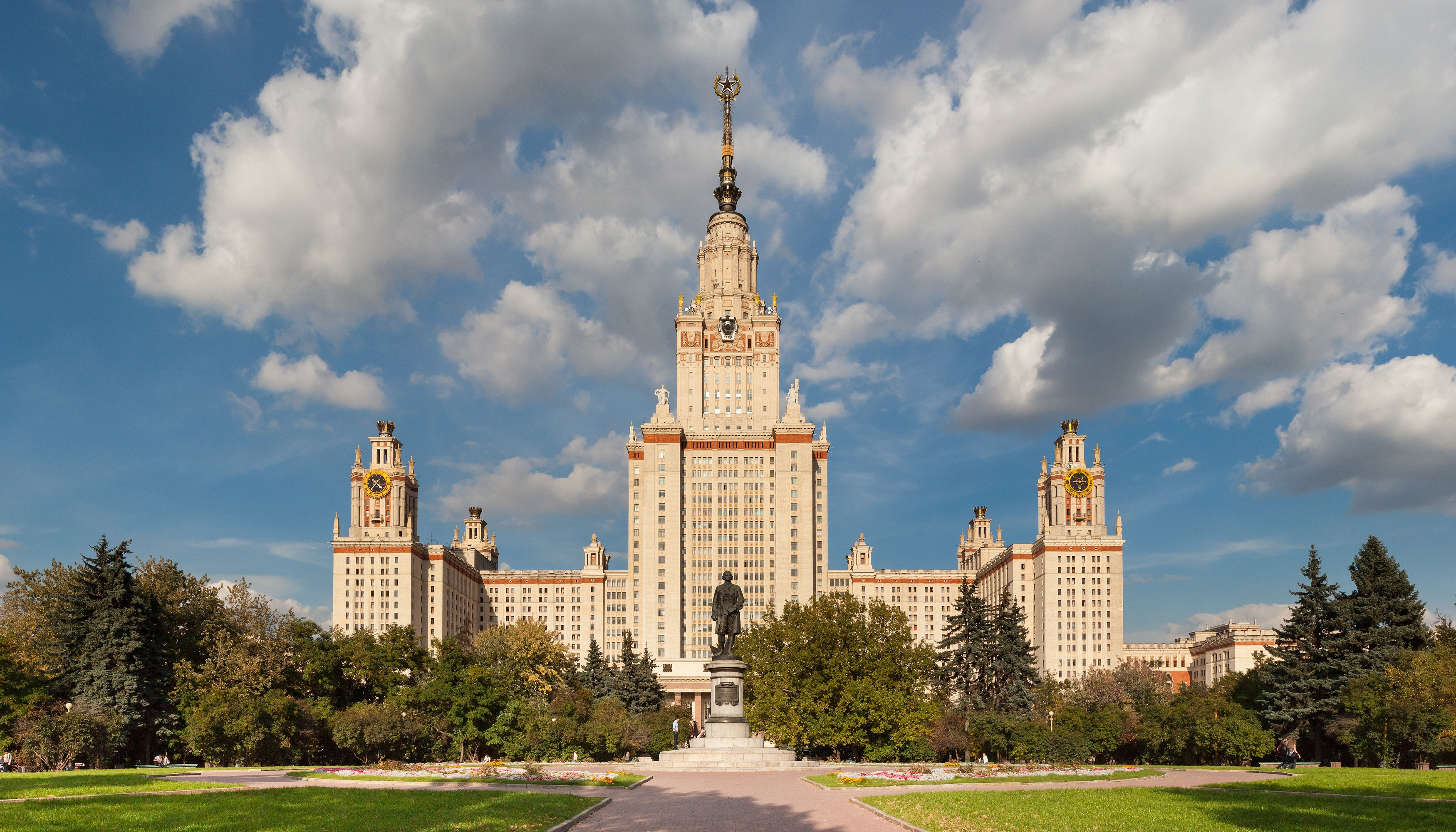
Moskevská státní univerzita (nyní Lomonosovova univerzita)

Kablukov se narodil 21. srpna 1857 v obci Prussy v Moskvě v rodině zubaře. Jeho otec Alexej Kablukov i matka Jekatěrina Storoževa pocházeli z rolnických rodin. V roce 1876 absolvoval moskevské klasické gymnázium.
V letech 1876-1880 studoval na katedře přírodních věd Fakulty fyziky a matematiky Moskevské státní univerzity, kterou absolvoval jako kandidát. V následujících letech 1881-1882 byl zaměstnancem chemické laboratoře profesora chemie Alexandra Michailoviče Butlerova v Petrohradě a poté pokračoval ve své práci na Moskevské univerzitě u Vladimira Vasiljeviče Markovnikova. Od roku 1882 do roku 1884 působil jako učitel na vyšších kurzech pro ženy v Moskvě.
V roce 1884 nastoupil jako asistent do chemické laboratoře na Moskevské univerzitě, kde přednášel O fenoménu disociace. V prosinci 1887 obhájil svou mistrovskou práci Glyceroly neboli triatomické alkoholy a jejich deriváty, ve které se pokusil doložit Markovnikovovu pravidlo vzájemného ovlivňování atomů z termochemického hlediska.
V roce 1889 pracoval pod vedením profesora Svante Arrhenia na univerzitě v Lipsku v laboratoři profesora Wilhelma Ostwalda, kde se zabýval elektrickou vodivostí roztoků. V roce1891 obhájil na Moskevské univerzitě doktorskou práci Moderní teorie řešení (Van-Goff a Arrhenius) v souvislosti s doktrínou chemické rovnováhy.

## Kariera

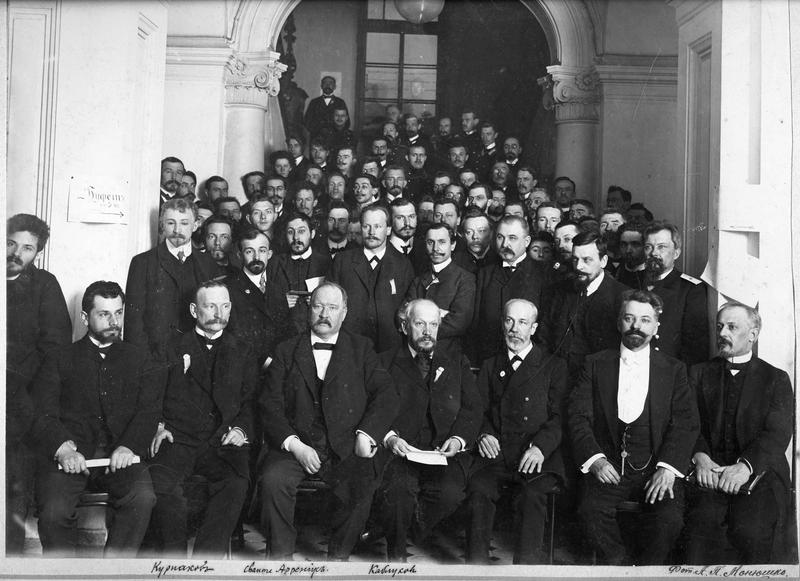
První Mendělejevův sjezd v Elektrotechnickém ústavu v roce 1907. Kablukov sedí uprostřed s knihou na klíně.

V letech 1897-1906 vyučoval na Moskevské inženýrské škole, kde vyučoval praktické kurzy anorganické a analytické chemie, dále technologie stavebních materiálů a metalurgie železa.
V roce 1899 byl na návrh akademika Nikolaje Nikolajeviče Beketova jmenován docentem katedry anorganické a analytické chemie na Moskevském zemědělském institutu, kde působil až do roku 1942. Jeho přednášky byly velmi populární, a proto v roce 1912 byla založena Chemická budova (nyní budova č. 6), ve které byly umístěny všechny chemické laboratoře a oddělení. Svou první přednášku v této budově přednesl Kablukov v roce 1914.
Od roku 1903 byl mimořádným profesorem na Moskevské státní univerzitě (nyní Lomonosovova univerzita), kde působil až do konce svého života, od roku 1906 jako řádný profesor a od roku 1910 jako emeritní profesor. V letech 1915-1933 byl Kablukov vedoucím termochemické laboratoře katedry chemie Fakulty fyziky a matematiky. Od roku 1922 byl ředitelem Výzkumného ústavu chemie na Moskevské státní univerzitě.  
Kablukov se zabýval také přírodními zdroji Ruska a podílel se na založení ruské produkce přírodních hnojiv. V roce 1908 byl členem komise Moskevského zemědělského institutu pro studium fosforitů v Rusku, jejíž práce položila základy pro výrobu hnojiv z ruských surovin. V roce 1909 byla v Moskevském zemědělském institutu ustanovena komise, jejímž členem byl i Kablukov, pro extrakci dusíkatých hnojiv ze vzduchu, výrobu dusičnanu vápenatého a kyanidu vápenatého. V roce 1911 se Kablukov stal předsedou komise pro těžbu vápence.
Po vypuknutí druhé světové války byla část vědců evakuována do Tambovské oblasti a pak do Samarkandu v září 1941. Kablukov, kterému v té době bylo 84 let, zemřel během této evakuace 5. května 1942 v Taškentu, hlavním městě Uzbekistánu.

## Vědecký výzkum
- Studoval elektrickou vodivost elektrolytů v organických rozpouštědlech a zjistil anomální elektrickou vodivost nevodných roztoků elektrolytů a její zvýšení při přidání vody do alkoholových roztoků. Na základě těchto pozorování Kablukov předpokládal chemickou interakci mezi rozpouštědlem a rozpuštěnou látkou.
- Současně a nezávisle na fyzikovi Vladimiru Kistiakovském zavedl do vědeckého oběhu myšlenku iontové solvatace. Tyto práce o elektrochemii nevodných roztoků se staly předmětem jeho doktorské práce Moderní teorie roztoků (Vant-Goff a Arrhenius) v souvislosti s doktrínami chemické rovnováhy (1891) a iniciovaly konvergenci fyzikálních a chemických teorií roztoků.
- Provedl řadu termochemických studií a spolu s fyzikálním chemikem Vladimirem Lugininem zjistil, že teplo se přidáváním bromu k nenasyceným uhlovodíkům zvyšuje od nižších k vyšším homologům.
- V roce 1905 poprvé použil metodu termické analýzy ke studiu vzájemné výměny roztavených solí.
- Od roku 1900 až do roku 1934 se zabýval různými aplikacemi (například chemie hnojiv). Například v roce 1900 vyvinul metodu extrakce bromu ze solanky jezera Saki na Krymu.

## Pedagogická činnost

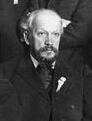
Ivan Alexejevič Kablukov (1907)

- Ivan Alexejevič Kablukov (1907)V letech 1886-1888 přednášel na Moskevské státní univerzitě soukromé přednášky Organická chemie (dusíkaté aromatické sloučeniny), Historie a kritika teorie struktury chemických sloučenin a další.
- V letech 1886-1906 pořádal kurzy O jevech disociace, Teoretická chemie (počátky termochemie), O chemické afinitě a metodách jejího měření, Nauka o roztocích, Nauka o chemických prvcích a stechiometrie těles, Elektrochemie a Fyzikální chemie.
- V letech 1895-1899 pořádal přednášky a praktické kurzy obecné chemie pro matematiky.
- V roce 1898 vydal Nástin některých přednášek z kurzu obecné chemie a v roce 1900 učebnici Základní principy anorganické chemie, která byla vydána celkem třináctkrát.
- Od roku 1906 přednášel vybrané kapitoly z obecné (anorganické a fyzikální) chemie, včetně elektrochemie, nauky o chemické rovnováze a fázového pravidla. Vydal jednu z prvních učebnic Základy fyzikální chemie.
- Mnoho let vyučoval praktické kurzy kvalitativní a kvantitativní analýzy a termochemie na Fakultě fyziky a matematiky Moskevské univerzity.

## Publikace
Kablukov napsal více než 300 vědeckých pojednání a učebnic. Mezi nejzásadnější patří tyto publikace:
- Основные начала неорганической химии. M., Инж. уч. вед. пут. сообщ, 1900 (Základy anorganické chemie)
- Основные начала физической химии (Základy fyzikální chemie):
  - Вып. 1. Основные начала физической химии. М., Тип. Борисенко и Бреслин, 1900 (sv. 1. Základní principy fyzikální chemie)
  - Вып. 2. Электрохимия. М., Тип. Борисенко, 1902 (sv. 2. Elektrochemie)
  - Вып. 3. Термохимия. Учение о химическом сродстве. M., Тип. Холчева, 1910 (sv. 3. Termochemie. Studium chemické afinity)
- Очерки из истории электрохимии за XIX век. M., Тип. Кушнерева, 1901 (Nástiny dějin elektrochemie v 19. století)
- Физическая и коллоидная химия. M., Сельхозгиз, 1935. (Fyzikální a koloidní chemie)
- Правило фаз в применении к насыщенным растворам солей. Л., ГХТИ, 1933 (Fáze aplikovaná na nasycené roztoky solí)

## Ocenění a tituly
Vyznamenání Ruského impéria:
- Svatý Vladimír, 4. stupeň

- Svatá Anna, 2. stupeň
- Svatý Stanislav, 2. stupeň
- Svatá Anna, 3. stupeň
- Svatý Stanislav, 3. stupeň

- Odznak připomínající 300. výročí vlády Romanovců
- Medaile na památku vlády císaře Alexandra III. a svaté korunovace Jejich císařských Veličenstev

Vyznamenání Sovětského svazu:
- Hrdina práce (1924)
- Zasloužilý vědec Ruské SFSR (1929)
- Řád rudého praporu práce (1937)
- Leninův řád (1940)